# Aerodrom Atlanta
Međunarodni aerodrom Hartsfild-Džekson Atlanta (IATA: ATL, ICAO: KATL, FAA LID: ATL), takođe poznat kao Atlanta aerodrom, Hartsfild, ili Hartsfild-Džekson, primarni je međunarodni aerodrom koji opslužuje Atlantu, Džordžija. Aerodrom je lociran sedam milja (9km) južno od centra Atlante. On je nazvan po bivšim gradonačelnicima Atlante Vilijamu Hartsfildu i Mejnardu Džeksonu. Aerodrom ima 192 izlaza: 152 domaćih i 40 međunarodnih. ATL pokriva 1.902 hektara zemlje i ima pet paralelnih poletno-sletnih staza.
Aerodrom pruža međunarodne usluge unutar Severne Amerike i Južne Amerike, Centralne Amerike, Evrope, Afrike i Azije. Kao međunarodno odredište ka Sjedinjenim Državama, Hartsfild–Džekson je na sedmom mestu po prometu u međunarodnom putničkom saobraćaju. Mnogi od skoro milion letova godišnje su domaći letovi; aerodrom je glavno središte za putovanja u jugoistočnom regionu zemlje.
Atlanta je bila najprometniji aerodrom na svetu po putničkom saobraćaju od 1998. godine i po broju sletanja i poletanja svake godine od 2005. godine, osim 2014. i 2018. godine Hartsfild–Džekson je držao svoj rang najprometnijeg aerodroma na svetu tokom 2012. godine, kako po broju putnika tako i po broju letova, uslužujući 100 miliona putnika (više od 260.000 putnika dnevno) i 950.119 letova. U 2017. godini ostao je najprometniji aerodrom na svetu sa 104 miliona putnika.
Hartsfild–Džekson je glavno središte preduzeća Delta erlajns i fokusni grad za niskobudžetne avio-kompanije Frontir erlajns, Sautvest erlajns i Spirit erlajns. Sa nešto više od 1.000 letova dnevno do 225 domaćih i međunarodnih destinacija, Delta središte je najveći svetski avio centar. Preduzeće Delta erlajns je u februaru 2016. opslužilo 75,4% putnika aerodroma, Sautvest erlajns 9,2%, a Amerikan erlajns 2,5%. Osim što je sedište kompanije Delta, Hartsfild-Džekson je takođe dom Deltinog tehničkog operativnog centra, koji je osnovni ogranak avio-kompanije za održavanje, popravku i remont.
Aerodrom je uglavnom lociran na neinkorporiranim oblastima okruga Fulton i Klejton, ali se preliva i u gradske okvire Atlante, Koledž Parka, i Hejpvila. Domaći terminal aerodroma opslužuju crvena i zlatna željeznička linija sistema MARTA.

## Istorija

### Kandler Fild/Atlanta opštinski aerodrom (1925–1961)
Hartsfild–Džekson je počeo sa petogodišnjim, besplatnim zakupom na 287 acres (116 ha) koji su bili napuštena auto-trkačka staza pod nazivom Atlanta Spidvej. Ugovor o zakupu potpisao je 16. aprila 1925. gradonačelnik Valter Sims, koji je obavezao grad da ga razvije u aerodrom. Kao deo sporazuma, imanje je preimenovano u Kandler fild po svom bivšem vlasniku, Koka-kola tajkunu i bivšem gradonačelniku Atlante Ejsi Kandleru. Prvi let u Kendler fild bio je 15. septembra 1926. poštanskim avionom Florida ervejza koji je leteo iz Džeksonvila na Floridi. U maju 1928. godine, Pitkern avijacija počela je da leti za Atlantu, a zatim u junu 1930. Delta er servis. Te dve avio-kompanije, kasnije poznate kao Istern erlajns i Delta erlajnes, obe bi koristile Atlantu kao svoja glavna čvorišta. Aerodromska meteorološka stanica postala je zvanična lokacija za vremenske opservacije u Atlanti 1. septembra 1928. i zapise Nacionalne meteorološke službe.
Atlanta je bila prometan aerodrom od svog početka, a do kraja 1930. godine bila je treća iza Njujorka i Čikaga po redovnim dnevnim letovima sa šesnaest dolazaka i odlazaka. Prvi kontrolni toranj Kandler filda otvoren je marta 1939. godine. Zvanični vodič za vazduhoplovstvo iz marta 1939. pokazuje četrnaest polazaka avio-kompanija radnim danima: deset Isterna i četiri Delte.

## Statistike

### Tržišni udeo avio-kompanije
| Rang | Avio-kompanija   | Putnika    | Udeo   |
| ---- | ---------------- | ---------- | ------ |
| 1    | Delta erlajns    | 68.192.000 | 72,93% |
| 2    | Sautvest erlajns | 9.384.000  | 10,04% |
| 3    | Indevor er       | 3.887.000  | 4,16%  |
| 4    | Amerikan erlajns | 2.652.000  | 2,84%  |
| 5    | Spirit erlajns   | 2.418.000  | 2,59%  |

### Godišnji saobraćaj
|                                                       | Putnika     | Promena od prethodne godine | Operacije aviona | Tonaža tereta |
| ----------------------------------------------------- | ----------- | --------------------------- | ---------------- | ------------- |
| 2000                                                  | 78.092.940  | 02,77%                      | N/A              | 935,892       |
| 2001                                                  | 80.162.407  | 02,65%                      | 915.454          | 865.991       |
| 2002                                                  | 75.858.500  | 05,37%                      | 890.494          | 735.796       |
| 2003                                                  | 76.876.128  | 01,34%                      | 889.966          | 734.083       |
| 2004                                                  | 79.087.928  | 02,88%                      | 911.727          | 802.248       |
| 2005                                                  | 83.606.583  | 05,71%                      | 964.858          | 862.230       |
| 2006                                                  | 85.907.423  | 02,75%                      | 980.386          | 767.897       |
| 2007                                                  | 84.846.639  | 01,23%                      | 976.447          | 746.502       |
| 2008                                                  | 89.379.287  | 05,34%                      | 994.346          | 720.209       |
| 2009                                                  | 90.039.280  | 00,74%                      | 978.824          | 655.277       |
| 2010                                                  | 88.001.381  | 02,23%                      | 970.235          | 563.139       |
| 2011                                                  | 92.389.023  | 03,53%                      | 923.996          | 659.129       |
| 2012                                                  | 94.956.643  | 03,10%                      | 952.767          | 684.576       |
| 2013                                                  | 94.431.224  | 01,13%                      | 911.074          | 616.365       |
| 2014                                                  | 96.178.899  | 01,85%                      | 868.359          | 601.270       |
| 2015                                                  | 101.491.106 | 05,52%                      | 882.497          | 626.201       |
| 2016                                                  | 104.258.124 | 02,73%                      | 898.356          | 648.595       |
| 2017                                                  | 103.902.992 | 00,26%                      | 879.560          | 685.338       |
| 2018                                                  | 107.394.029 | 03,33%                      | 895.682          | 693.790       |
| Izvor: Međunarodni aerodrom Hartsfild-Džekson Atlanta |             |                             |                  |               |

## Spoljašnje veze
- Zvanični veb-sajt